# Petru Guelfucci
Petru Guelfucci   (Sermano, 6 de març de 1955 - 9è districte, 8 d'octubre de 2021) fou un cantant cors, figura emblemàtica de la renovació de la polifonia corsa, i que participà en la creació del grup Canta U Populu Corsu.
Des dels 14 anys, animava les vetllades i les fires amb el grup folklòric A Manella. El 1973 retrobà Jean-Paul Poletti, un dels principals animadors del moviment cultural cors dels anys 1970. Començà aleshores a fer vetllades a les viles per tal d'enregistrar, escriure i anotar tot el patrimoni musical popular. Aquesta convergència de joves corsos entusiastes va dur a la fundació del grup Canta U Populu Corsu.
Aquest grup reviscolarà la flama nacionalista en tota una generació. Guelfucci mateix afirmà: «Aquest és el període de la reapropiació del nostre patrimoni.»
El 1987, Petru Guelfucci inicià la seva carrera en solitari, i enregistrà Isula amb Ricordu. Amb ell es descobrirà una veu fora del comú, una modulació única anomenada «riucadde». El seu títol, Isula idea,vés una evocació de Còrsega. Petru Guelfucci va conèixer l'èxit no pas a França, sinó al Quebec, on va iniciar una carrera internacional i va obtenir un disc d'or al Canadà.
Petru fou una veritable personalitat de la cançó corsa, amb un timbre de veu atípic i amb un veritable sentit de la melodia. Va escriure una de les cançons més belles evocant el seu país: Corsica.

## Discografia
- 1988 S'o chjodu l'occhji
- 1991 Corsica
- 1992 Isula
- 1994 Memoria
- 1999 Vita